# Stuttgart Neuwirtshaus (Porscheplatz)
Stuttgart Neuwirtshaus (Porscheplatz) (niem: Bahnhof Stuttgart Neuwirtshaus (Porscheplatz)) – stacja kolejowa w Stuttgarcie, w kraju związkowym Badenia-Wirtembergia, w Niemczech. Znajduje się w dzielnicy Zuffenhausen i wchodzi w skład sieci S-Bahn.

## Historia
Między 1933-1937 powstały w północnej części osady Zuffenhausen osiedle Neuwirtshaus. Dla około 1500 mieszkańców, Deutsche Reichsbahn zbudowała na Schwarzwaldbahn przystanek kolejowy - na południowy wschód od budynków, na Reichsstraße 10. Otwarcie stacji miało miejsce w maju 1937. 
Po II wojnie światowej obszar ten stał się głównym ośrodkiem przemysłowym w Stuttgarcie. Już w 1950 roku przeniósł się tu ponownie Porsche KG, która przeniosła swoją siedzibę w czasie wojny do Gmünd in Kärnten. 
W 2001 stacja została nazwana Porscheplatz. W październiku 2005 roku rozpoczęto budowę nowego Muzeum Porsche w bezpośrednim sąsiedztwie. Producent samochodów sportowych wezwał do reorganizacji przystanku, który był zaniedbany. Wraz z otwarciem muzeum w dniu 31 stycznia 2009, zwiększyło się znaczenie przystanku. W dniu 2 czerwca 2009 r., po sześciu miesiącach pracy został otwarty zmodernizowany przystanek. Deutsche Bahn AG, miasto Stuttgart i Porsche AG wspólnie podzieliło się kosztami po równo.